# Christophe Blain

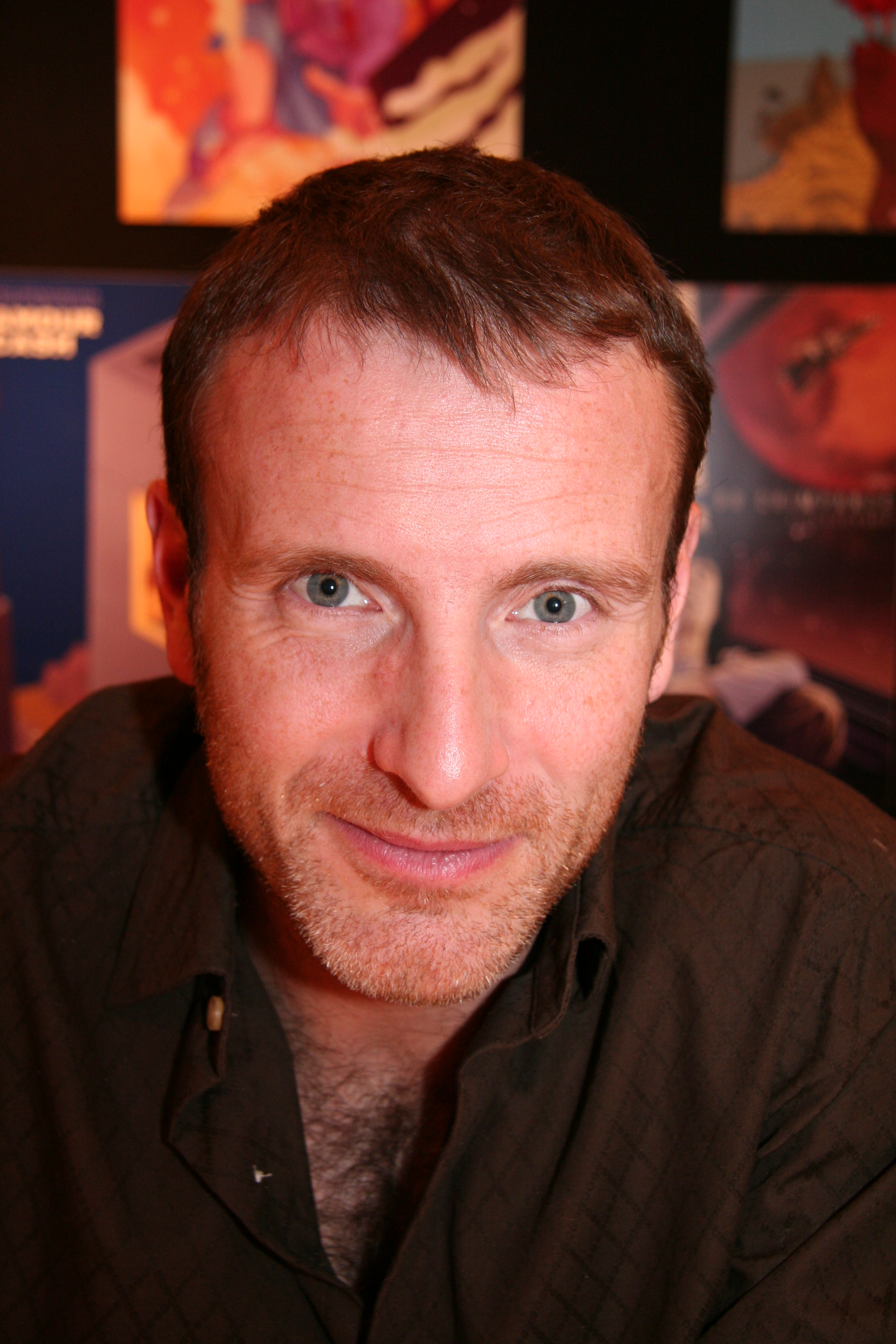
Blain in 2008

Christophe Blain (10 augustus 1970) is een Frans striptekenaar.

## Strips
Hij tekende de series Isaac de Piraat en Gus, het tweeluik Quai d'Orsay Deel een van deze strip verscheen in Engelse vertaling onder de titel Weapons of Mass Diplomacy. Deze reeks is een samenwerking met scenarist Abel Kanzac (pseudoniem van de Franse spindoctor Antonin Baudry).
In Collectie Vrije Vlucht verscheen het album De Snelheidsbegrenzer.
De tekenaar werkt samen met veel collega-tekenaars als Joann Sfar, Lewis Trondheim en David B.
Hij tekende vier delen van de serie Donjon Ochtendgloren. Met Sfar maakte hij ook de serie Socrate le demi-chien, waar tot op heden drie delen van verschenen die niet in het Nederlands gepubliceerd werden.
Hij maakte ook nog een graphic novel over Alain Passard: En cuisine avec Alain Passard (Gallimard). Blain volgde Passard, eigenaar van het driesterren restaurant L'Arpège gedurende drie jaar. Dit boek werd ook vertaald naar het Engels.

## Verfilming
In 2013 heeft Bertrand Tavernier het eerste deel van de serie Quai d'Orsay verfilmd onder dezelfde titel Quai d'Orsay . Blain schreef mee aan het scenario.

## Prijzen
- 1997 : totem bande dessiné in Montreuil voor Hiram Lowatt & Placido - deel 1.
- 2000 : revelatieprijs op het Festival van Angoulême voor Le réducteur de vitesse.
- 2000 : prix international de la ville de Genève voor Hiram Lowatt & Placido - deel 2.
- 2002 : prijs voor beste album op het Festival van Angoulême voor Isaac de piraat - deel 1.
- 2002 : prix canal BD voor Isaac de piraat - deel 1.
- 2013 : prijs voor beste album op het Festival van Angoulême voor Quai d'Orsay - deel 2

## Albums
- De snelheidsbegrenzer, collectie vrije vlucht, Dupuis

### Isaac de Piraat
- Deel 1 : Amerika, Oog & Blik, 2003, ISBN 978-90-5492-106-6
- Deel 2 : IJsbergen, Oog & Blik, 2004, ISBN 978-90-5492-107-3
- Deel 3 : Olga, Oog & Blik, 2005, ISBN 978-90-5492-140-0
- Deel 4 : Parijs, Oog & Blik, 2006, ISBN 978-90-5492-160-8
- Deel 5 : Jacques, Oog & Blik, 2007, ISBN 978-90-5492-193-6

### Gus
- Deel 1 Natalie, Oog & Blik, 2007
- Deel 2 Mooie Schurk, Oog & Blik
- Deel 3 Ernest, verscheen nooit in het Nederlands

### Donjon-Ochtendgloren
Door Blain getekend:
- -99 Hemd van de Nacht
- -98 Nacht brengt Onraad
- -97 De jeugd vliegt uit, Joann Sfar, Lewis Trondheim, tekeningen: Christophe Blair  ISBN 90-245-5458-6
- -84 Na de regen

### Engelstalig
- In the Kitchen with Alain Passard: Inside the World (and Mind) of a Master Chef
- Weapons of Mass Diplomacy (vertaling van Quai d'Orsay)

### Franstalig
- Les Neuf Maisons de Kouri i.s.m. Claire Ubac
- Les deux arbres, Sep 22, 1997 - Elisabeth Brami & Christophe Blain
- Carnet de Lettonie
- Carnet polaire, Nov 23, 2005
- Des animaux fantastiques, prentenboek, 1998 - Joann Sfar & Christophe Blain
- Le lion (Folio Junior Textes classiques), Sep 10, 2015 - Joseph Kessel & Christophe Blain
- Robinson Crusoé (Folio Junior), Aug 24, 2017 - Daniel Defoe & Christophe Blain
- La discothèque, 2017 - Joy Sorman & Christophe Blain
- Ali Baba et les quarante voleurs (Folio Junior), 2014
- Des crocodiles au paradis, 2012 - Jean-François Chabas & Christophe Blain

#### Socrate le demi-chien
- 1 : Héraclès (2002)
- 2 : Ulysse (2004)
- 3 : Œdipe à Corinthe (2009)

#### Quai d'Orsay
(op scenario van Lanzac, gepubliceerd bij Dargaud)
- Deel 1
- Deel 2 (2011)